# Arabis josiae
Arabis josiae är en korsblommig växtart som beskrevs av Émile Jahandiez och René Charles Maire. Arabis josiae ingår i släktet travar, och familjen korsblommiga växter. Inga underarter finns listade i Catalogue of Life.